# Und morgen die ganze Welt
Und morgen die ganze Welt és una pel·lícula de drama polític francoalemanya del 2020 dirigida per Julia von Heinz. Va ser seleccionada com a candidata alemanya a la millor pel·lícula de parla no anglesa als Premis Oscar de 2020, però no va ser nominada.

## Argument
Luisa, una estudiant de Dret de vint anys d'una família de classe alta de Mannheim, s'instal·la a una ocupació col·lectiva i es converteix en activista antifeixista, mitjançant l'adhesió al grup de la seva amiga Batte, perquè s'oposa a l'augment de la dreta neonazi a Alemanya, cada vegada més activa amb atacs violents i incendiaris contra l'allotjament de refugiats. El grup també inclou a l'Alfa i el Lenor i té per objectiu actuar de forma militant contra els neonazis i evitar les seves marxes. Per a Luisa, també, la violència es converteix cada vegada més en un mitjà acceptable.
En part, la trama s'inspira en la biografia de la directora Julia von Heinz, que es va dedicar a l'antifeixisme quan era més jove. La configuració política del partit de dretes «Liste 14» de la pel·lícula també és una referència a la del partit Alternativa per Alemanya.

## Repartiment
Els principals intèrprets del repartiment són:
- Mala Emde com a Luisa
- Noah Saavedra com a Alfa
- Tonio Schneider com a Lenor
- Luisa-Céline Gaffron com a Batte
- Andreas Lust com a Dietmar

## Producció
El títol de la pel·lícula va ser extret del vers «Avui Alemanya ens pertany i demà tot el món» de la cançó de propaganda nacionalsocialista «Es zittern die morschen Knochen» ("Els ossos podrits tremolen").
La pel·lícula va ser produïda per les companyies cinematogràfiques Seven Elephants, Kings & Queens Filmproduktion i Haïku Films en nom dels canals públics de difusió Südwestrundfunk, Westdeutscher Rundfunk, Bayerischer Rundfunk i Arte. Va rebre suport financer de FilmFernsehFonds Bayern, Medienboard Berlin-Brandenburg, el Centre Nacional del Cinema i la Imatge Animada, Minitraité, el Medien-und Filmgesellschaft Baden-Württemberg, el Deutscher Filmförderfonds i el Filmförderungsanstalt. El suport del Filmförderungsanstalt va representar 310.000 euros.
Maxi Munzert va ser el responsable del disseny de vestuari, Christian Kettler de la producció, Marcus Vetter del so i Eva Schubert del maquillatge. El grup de hip-hop Neonschwarz hi va aportar peces de música.

## Estrena
El 10 de setembre de 2020 es va estrenar en competició al 77è Festival Internacional de Cinema de Venècia, on va ser convidada al concurs per al Lleó d'Or. A Alemanya, la pel·lícula es va projectar el setembre de 2020 com la pel·lícula d'obertura intrasectorial de la Fira Artística de Cinema de Leipzig i, el 20 d'octubre de 2020, va estrenar el Festival Internacional de Cinema de Hof. La projecció en cinemes alemanys es va iniciar el 29 d'octubre de 2020. A principis de maig de 2021, la pel·lícula es va estrenar a Netflix.

## Recepció
Després de la publicació del tràiler, Alternative Kultur Nürnberg e.V., que és el promotor d'un centre de joventut i cultura denominat «Projecte 31», va publicar un comunicat que el criticava argumentant que danyava la reputació del centre cultural. Abans, el consell plenari del centre va rebutjar una sol·licitud de col·laboració amb els cineastes, a causa de les imatges de rols heteronormatius i de clixé de la pel·lícula.
El crític de cinema Tobias Kniebe va manifestar, en la seva contribució publicada al Süddeutsche Zeitung amb motiu del Festival de Venècia, que transmet «una sensació d'urgència des de les primeres imatges». Segons Kniebe, el fet que la mateixa directora i guionista, Julia von Heinz, pertanyés al moviment antifa durant molt de temps, porta la pel·lícula més enllà dels intents habituals d'un estudi sobre l'entorn. A més, assenyala que la pel·lícula no vol donar cap resposta, sinó que vol deixar que l'alarma i els dubtes continuïn cremant al públic.
Barbara Schweizerhof va escriure al Saarbrücker Zeitung que la força de la pel·lícula és la sinceritat amb què la directora es troba al costat dels joves herois. Però, precisament, perquè restringeix la seva perspectiva i amb prou feines desenvolupa personatges reals fora del cercle estret, la seva pel·lícula continua sent molt esquemàtica al final. L'escena de l'extrema dreta esconverteix en un simple cercle d'homes rondinaires vestits de negre. I la pel·lícula redueix la qüestió de la violència a un nivell emocional.
El periodista Dietmar Dath va dir al Frankfurter Allgemeine Zeitung que el drama cinematogràfic era partidista, però no gaire. La pel·lícula mostra l'enemic de la dreta gairebé exclusivament des de l'exterior. El tema més sensible de la pel·lícula és el fet que l'antifeixisme està encadenat al feixisme com el policia a l'assassí emmanillat, que és qui està més en contra en aquesta lluita.
Tobias Prüwer va criticar al setmanari d'esquerres Jungle World que la pel·lícula massa sovint «no va més enllà dels tòpics que diu criticar». El debat sobre la militància es «redueix dràsticament», la pel·lícula fa repetides referències sobtades al terrorisme i, en última instància, posa en escena una equació teòrica extremista d'esquerra i dreta. La pel·lícula explica «una història típica de la majoria d'edat que es va instal·lar de manera maldestre en un entorn que el director entén com a antifa» i dona la impressió que aquesta última és «una associació de ciutadans mimats els orígens dels quals els permeten jutjar moralment». Per a demostrar que aquesta presentació correspon a una imatge que «les autoritats de recerca no dibuixarien d'una altra manera», va fer referència a l'analogia de trama amb una recent exposició de l'extrema esquerra a la revista del sindicat de policia alemany Gewerkschaft der Polizei.
No obstant això, Andreas Fanizadeh va certificar al diari berlinès Die Tageszeitung (Taz) que la pel·lícula era una representació autèntica i reeixida de l'escena antifa.
En el transcurs del Festival de Cinema de Venècia bona part dels mitjans internacionals van valorar positivament la participació en competició de l'obra alemanya. Wendy Ide del Screen Daily va trobar la pel·lícula «tan actual com emocionantment entretinguda». Guy Lodge de la revistat estatunidenca Variety va descriure la pel·lícula com «un urgent thriller alemany de joves antifeixistes en revolta». Finalment, Xan Brooks al diari anglès The Guardian va exposar que «seguint el seu rumb furtiu, la tensa i ben texturada pel·lícula de Von Heinz trepitja un país fred i liminal».

## Premis i nominacions
La pel·lícula va ser escollida com a representant alemanya a millor pel·lícula de parla no anglesa dels Premis Oscar de 2020, sense que arribés a ser nominada per a la gala. Així mateix, també va ser candidata alemanya a millor pel·lícula de parla no anglesa dels Globus d'Or del 2021 però tampoc va arribar a la nominació. No obstant, va assolir les nominacions i els premis recopilats a continuació:
| Any  | Premi                                       | Categoria                            | Nominació                       | Resultat   | Ref.   |
| ---- | ------------------------------------------- | ------------------------------------ | ------------------------------- | ---------- | ------ |
| 2020 | Festival Internacional de Cinema de Venècia | Bisato d'Oro a la millor actriu      | Mala Emde                       | Guanyadora | [ 37 ] |
| 2020 | Festival Internacional de Cinema de Venècia | Lleó d'Or                            | Julia von Heinz                 | Nominada   | [ 19 ] |
| 2020 | Festival Internacional de Cinema de Venècia | Lleó Queer                           | Julia von Heinz                 | Nominada   | [ 38 ] |
| 2020 | Festival de Cinema de Biberach an der Riß   | Castor d'or al millor llargmetratge  | Julia von Heinz                 | Guanyadora | [ 39 ] |
| 2020 | Festival de Cinema de Biberach an der Riß   | Premi especial Adrian al millor tall | Georg Söring                    | Guanyador  | [ 39 ] |
| 2020 | Festival de Cinema de Baviera               | Millor directora                     | Julia von Heinz                 | Guanyadora | [ 40 ] |
| 2021 | Premis d'actuació alemanya                  | Joves talents                        | Tonio Schneider                 | Nominants  | [ 41 ] |
| 2021 | Premis al cinema alemany                    | Millor llargmetratge                 | Fabian Gasmia i Julia von Heinz | Nominat    | [ 42 ] |